# 志々村
志々村（ししむら）は、島根県飯石郡にあった村。現在の飯石郡飯南町八神、志津見、獅子、角井にあたる。

## 地理
- 河川：神戸川 [1]、才谷川[1]、獅子川[1]、角井川[2]、伊比谷川[2]、恩谷川[2]、三田川[2]
- 山岳：三瓶山[2]

## 歴史
- 1889年（明治22年）4月1日、町村制の施行により、飯石郡八神村、志津見村、獅子村、角井村が合併して村制施行し、志々村が発足[3][4]。
- 1957年（昭和32年）2月1日、飯石郡頓原町と合併し頓原町が存続して廃止された[3][4]。

## 産業
- 農業